# Juliette Récamier

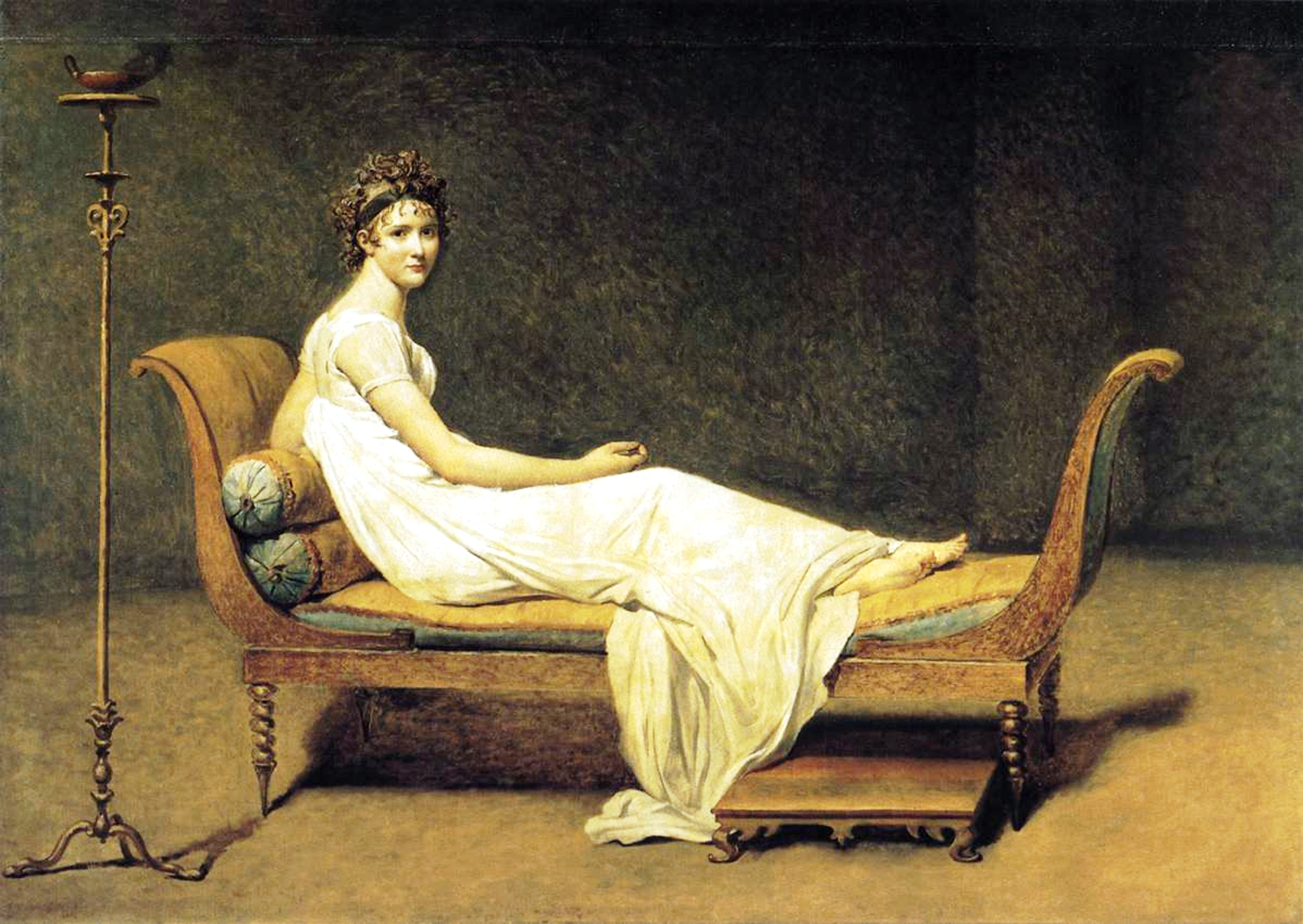
Madame Récamier, målning av Jacques-Louis David (1800)

Julie Récamier, Jeanne Françoise Julie Adélaïde Récamier, även kallad Juliette, född Bernard 4 december 1777 i Lyon, död 11 maj 1849 i Paris, var en fransk intellektuell och salongsvärdinna.

## Biografi
Juliette gifte sig vid femton års ålder med den över trettio år äldre, rike bankiren Jacques Récamier. Det tros att maken i själva verket var hennes far och att han gifte sig med henne enbart för att kunna göra henne till sin arvinge, eftersom hon i egenskap av utomäktenskapligt barn annars inte haft arvsrätt.  
Juliette Récamier höll under 1800-talets första trettio år en av Frankrikes mest berömda litterära salonger. Hon beskrivs som vacker, kultiverad och talangfull. I hennes salong samlades många ur oppositionen mot Napoleon I. Bland hennes bekanta fanns Karl Johan Bernadotte och Jean Victor Marie Moreau och Germaine de Staël.  
Umgänget med Napoleon-fientliga element och hennes vägran att bli hovdam åt Joséphine de Beauharnais gjorde henne misstänkt av Napoleon. Juliette förvisades ur Frankrike av Napoleon och reste till Neapel. 1805 planerades en skilsmässa för att göra det möjligt för henne att gifta sig med prins August av Preussen, men denna plan realiserades inte. Hon återvände efter Napoleons fall till Frankrike. Hon och Germaine de Staël anses ha påverkat Benjamin Constant politiskt då Napoleon störtades. Hon förlorade större delen av sin förmögenhet under senare år, men fortsatte att ta emot gäster i det kloster på 16 rue de Sèvres i Paris, där hon bosatte sig 1819, och beskrivs även som gammal och blind som fascinerande. 
Trots att hon hade en stor mängd beundrare, som François-René de Chateaubriand, som så ofta var i hennes hus att han kallades "mannen i huset", Mathieu de Montmorency, Lucien Bonaparte, prins August av Preussen, Pierre-Simon Ballanche, Jean-Jacques Ampère och Benjamin Constant, tros hon aldrig ha haft en fysisk kärleksrelation med någon. Det anses att om hon var kapabel att förälska sig alls, så var hon det i så fall i Amable Guillaume Prosper Brugière. Hon blev änka 1830 och dog av kolera 1849.
Författaren och salongsvärden Mary Elizabeth Mohl, som var vän med Juliette Récamier, skrev boken Madame Récamier: with a sketch of the history of society in France 1862.

## Utmärkelser
Nedslagskratern Recamier på planeten Venus är uppkallad efter henne.